# Stazione di Hitachi
La stazione di Hitachi (日立駅?, Hitachi-eki) è la principale stazione ferroviaria della città di omonima, nella prefettura di Ibaraki, in Giappone.

## Linee e servizi
JR East
■ Linea Jōban

## Struttura
La stazione è costituita da un moderno fabbricato viaggiatori in acciaio e vetro realizzato a cavallo dei binari, con un marciapiede a isola e uno laterale, con tre binari passanti in superficie.
| 1-2 | ■ Linea Jōban | per Takahagi, Iwaki e Hirono                                           |
| 2-3 | ■ Linea Jōban | per Katsuta, Mito, Tomobe, Ishioka, Tsuchiura, Ueno, Tokyo e Shinagawa |

## Stazioni adiacenti
| «            | Servizio    | »           |
| Linea Jōban  | Linea Jōban | Linea Jōban |
| ------------ | ----------- | ----------- |
| Hitachi-Taga | -           | Ogitsu      |